# Ighil
Ighil  (in arabo اغيل‎?) è un centro abitato e comune rurale del Marocco situato nella provincia di Al Haouz, regione di Marrakech-Safi. Conta una popolazione di 5 695 abitanti (censimento 2014).